# Chiesa della Madonna delle Grazie (Iglesias)
La chiesa della Madonna delle Grazie è un edificio di culto cattolico situato nel centro storico della città di Iglesias, in Sardegna. È uno dei luoghi di preghiera più antichi e venerati della città, dedicato alla Madonna delle Grazie, eletto ufficialmente santuario il 18 ottobre 1985.

## Storia
L'origine della chiesa risale al XII secolo, quando era intitolata a San Saturno, sebbene l’aspetto attuale sia frutto di rimaneggiamenti avvenuti nel corso dei secoli, in particolare tra il XVI e il XVIII secolo.

## Descrizione

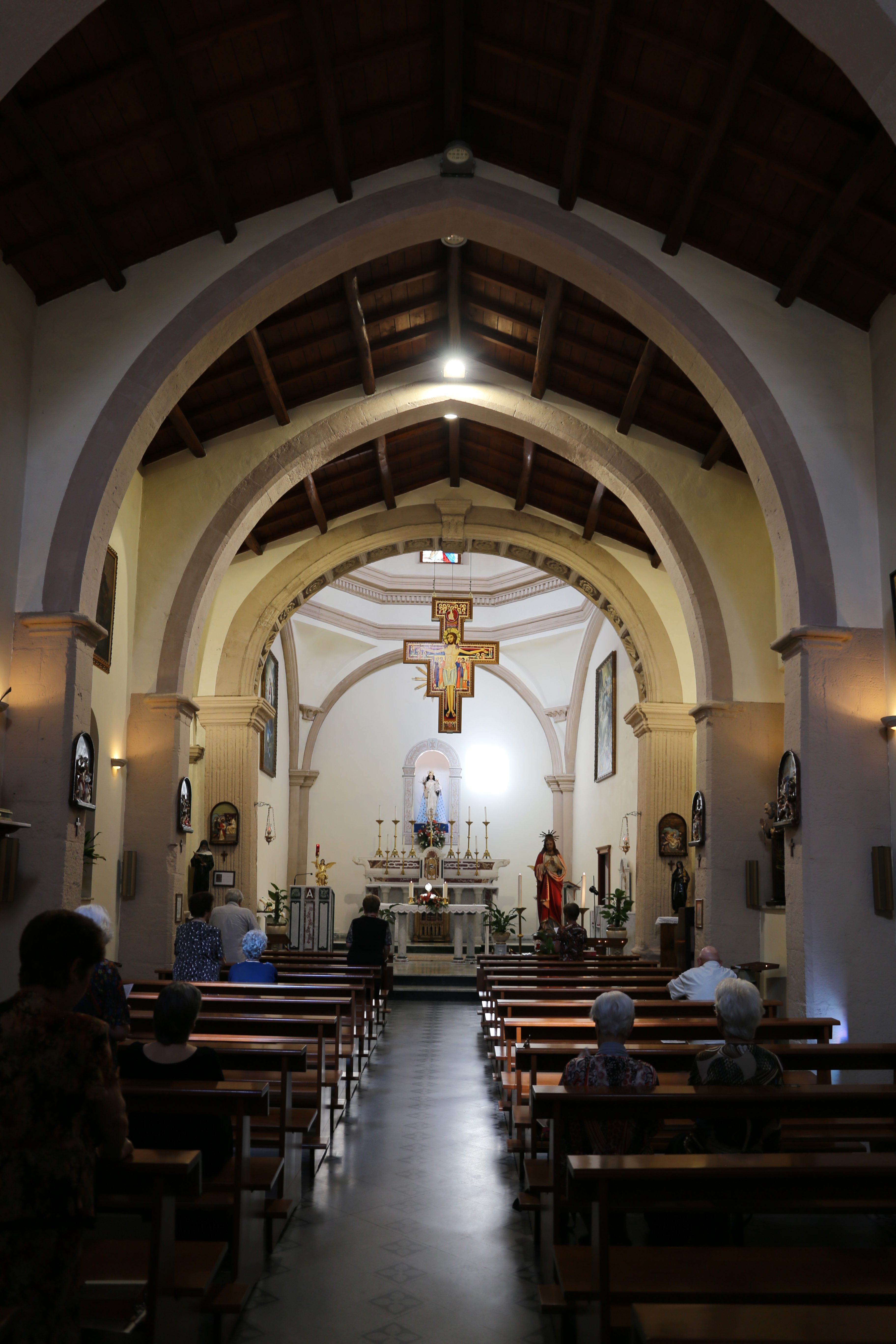
Interno

La facciata della chiesa è semplice ma armoniosa, caratterizzata da elementi di gusto tardo-gotico e barocco. Il portale principale è in pietra scolpita, sormontato da una lunetta, una monofora di epoca aragonese e da un campanile a vela centrale.
L’interno, a navata unica suddivisa da cinque arcate a sesto acuto, presenta una copertura lignea e due cappelle. Il presbiterio è sormontato da una cupola a padiglione su tamburo ottagonale. L’altare maggiore è impreziosito da una statua della Madonna delle Grazie e custodisce le reliquie di San Placido donate da Papa Gregorio XVI nel 1842.
L’ambiente interno è sobrio ma raccolto, con elementi architettonici che riflettono la storia stratificata dell'edificio. Nelle pareti si trovano due quadri datati XVI-XIX secolo di San Saturno e della Madonna con bambino.